# See Me, Feel Me
See Me, Feel Me (of See Me, Feel Me/Listening To You) is het als single uitgegeven slot van het album Tommy uit 1969. Op het album is het een deel van de finale We're Not Gonna Take It. In september 1970 werd See Me, Feel Me, na het succes op Woodstock en de daaropvolgende film, als single uitgegeven.
Tijdens de afsluitingsceremonie van de Olympische Zomerspelen 2012 in Londen speelde de band naast Baba O'Riley en My Generation ook See Me, Feel Me.

## Hitnoteringen

### Nederlandse Top 40
| Hitnotering: 31-10-1970 t/m 30-01-1971 | Hitnotering: 31-10-1970 t/m 30-01-1971 | Hitnotering: 31-10-1970 t/m 30-01-1971 | Hitnotering: 31-10-1970 t/m 30-01-1971 | Hitnotering: 31-10-1970 t/m 30-01-1971 | Hitnotering: 31-10-1970 t/m 30-01-1971 | Hitnotering: 31-10-1970 t/m 30-01-1971 | Hitnotering: 31-10-1970 t/m 30-01-1971 | Hitnotering: 31-10-1970 t/m 30-01-1971 | Hitnotering: 31-10-1970 t/m 30-01-1971 | Hitnotering: 31-10-1970 t/m 30-01-1971 | Hitnotering: 31-10-1970 t/m 30-01-1971 | Hitnotering: 31-10-1970 t/m 30-01-1971 | Hitnotering: 31-10-1970 t/m 30-01-1971 | Hitnotering: 31-10-1970 t/m 30-01-1971 | Hitnotering: 31-10-1970 t/m 30-01-1971 |
| Week                                   | 1                                      | 2                                      | 3                                      | 4                                      | 5                                      | 6                                      | 7                                      | 8                                      | 9                                      | 10                                     | 11                                     | 12                                     | 13                                     | 14                                     |                                        |
| -------------------------------------- | -------------------------------------- | -------------------------------------- | -------------------------------------- | -------------------------------------- | -------------------------------------- | -------------------------------------- | -------------------------------------- | -------------------------------------- | -------------------------------------- | -------------------------------------- | -------------------------------------- | -------------------------------------- | -------------------------------------- | -------------------------------------- | -------------------------------------- |
| Nummer                                 | 22                                     | 6                                      | 4                                      | 3                                      | 3                                      | 3                                      | 3                                      | 4                                      | 4                                      | 5                                      | 7                                      | 12                                     | 19                                     | 32                                     | uit                                    |

### Hilversum 3 Top 30
Hitnotering: 31-10-1970 t/m 23-01-1971. Hoogste notering: #2 (1 week).

### NPO Radio 2 Top 2000
| Nummer met noteringen in de NPO Radio 2 Top 2000 | '99 | '00 | '01 | '02 | '03 | '04 | '05 | '06 | '07 | '08 | '09 | '10 | '11 | '12 | '13 | '14 | '15 | '16 | '17 | '18  | '19  | '20  | '21  | '22  | '23  |
| ------------------------------------------------ | --- | --- | --- | --- | --- | --- | --- | --- | --- | --- | --- | --- | --- | --- | --- | --- | --- | --- | --- | ---- | ---- | ---- | ---- | ---- | ---- |
| See Me, Feel Me                                  | 235 | 243 | 234 | 233 | 226 | -   | 448 | 433 | 569 | 494 | 402 | 488 | 534 | 498 | 583 | 532 | 798 | 727 | 848 | 1433 | 1239 | 1437 | 1747 | 1641 | 1921 |

1. ↑  Een '-' betekent dat het nummer niet was genoteerd en een vetgedrukt getal geeft de hoogste notering aan.
2. ↑  Deze tabel is bijgewerkt tot en met de laatste editie (2024).